# Discografia de Sodom
O Sodom surgiu no início da década oitentista, criado por Frank Testegen, como Aggressor (Guitarra, vocal), Christian Dudeck, como Witchhunter (bateria), Thomas Such, como Tom Angelripper (Baixo e vocal), jovens músicos alemães que reuniam a inspiração de bandas como Motörhead, Tank, Raven e Venom para criar as suas primeiras composições. A estreia foi o EP "In The Sign Of Evil", de 1984, que já contava com Grave Violator no lugar de Aggressor que deixara a banda. Na sequência, o trio lançou "Obsessed by Cruelty" (1986) com Michael Wulf (Destructor) sendo o guitarrista. Para o lugar deste veio, mais tarde, Frank Gosdzik (Blackfire).
Com o thrash metal vivendo seu período áureo, o Sodom não diminuía o ritmo de produção, lançando um disco após outro. Logo em 1987 saiu "Persecution Mania", que manteve as letras voltadas para temas relativos à guerra e artes negras. Produzido por Harris Jhons, o álbum trouxe um som poderoso e viria a se tornar um dos maiores êxitos comerciais do Sodom, além de ser considerado um clássico do gênero.
A banda viajou por toda a Europa com o Whiplash e, desta tour, surgiu "Mortal Way Of Life" (1988), o primeiro álbum duplo ao vivo da história do thrash metal mundial. No ano seguinte, "Agent Orange" deu mais um impulso na carreira do Sodom. O single "Ausgebombt", fez do trio o primeiro grupo thrash a entrar nas paradas musicais da Alemanha. Durante a tour de "Agent Orange", o Sodom teve o brasileiro Sepultura como suporte, em uma excursão que entrou para a história com vários conflitos entre os integrantes das duas bandas.
Ainda em 1990, a banda lançou "Better Off Dead". "Tapping The Vein'" (1992) marcou a entrada do guitarrista Andy Brings, mas também o término do ciclo do baterista Chris Witchhunter, que se afastou da banda. Seu substituto, Atomic Steif (ex-Living Death), entrou para gravar o EP "Aber Bitte Mit Sahne", que chegou às lojas em 1993. Steif permaneceria no cargo por mais dois anos, tendo participado dos álbuns "Marooned Live" (1994) e "Masquerade In Blood" (1995), que contou ainda com Strahli nas guitarras, substituindo Brings, que saiu do Sodom após "Marooned Live".
Em 1996, é lançado "Ten Black Years", coletânea com os maiores sucessos do trio. Um novo trabalho inédito somente em 1997, com "'Til Death Do Us Unite". Seu sucessor foi "Code Red", de 1999, seguido por "M-16", gravado em 2001 por Tom Angelripper, Bobby Schottkowski (bateria) e Bernemann (guitarra). Este disco marcou o retorno do Sodom em alto estilo, novamente abordando a temática de guerras, e tornando-se assim, um dos melhores lançamentos em termos de thrash metal do ano de 2001.  O álbum ao vivo duplo "One Night In Bangkok" é lançado em 2003.
O lançamento conseguinte, auto-intitulado (de 2006), é aclamado por seus fãs. Faixas como "Blood On Your Lips" e "City of God" se destacam.
Em 2007, Tom chama Grave Violator e Witchhunter para uma reunião, e gravam o CD "The Final Sign of Evil" (2007, SPV). Esse disco contém a regravação do primeiro EP, "In The Sign of Evil", além de faixas inéditas, criadas por eles em 1984, mas que não haviam sido já gravadas por causa da gravadora da época.
Em 2010, após muito tempo sem novas músicas, sai "In War and Pieces".
Em 2013 a banda lança Epitome of Torture, seu décimo quarto álbum de estudio. Aclamado pela maioria da crítica, o disco mescla clássica a pegada old-school do grupo com canções mais cadenciadas, apesar de não ter muito êxito ao tentar fazer canções tão melódicas quanto "Trace the Victim".
Já no ano seguinte a banda anuncia o terceiro EP de sua carreira: Sacred Warpath. Foi lançado oficialmente na Europa  no dia 28 de Novembro de 2014, e nos Estados Unidos no dia 20 de Janeiro de 2015.
O disco conta com uma faixa inédita (que dá nome ao álbum) e três faixas gravadas ao vivo, sendo, respectivamente: "The Saw Is the Law", "City of God", e "Stigmatized".

## Demos
| Ano  | Detalhes                                                                                      | Posições nas paradas musicais | Notas |
| Ano  | Detalhes                                                                                      | ALE                           | Notas |
| ---- | --------------------------------------------------------------------------------------------- | ----------------------------- | --- |
| 1986 | Obsessed by Cruelty - Lançamento: Maio de 1986 - Gravadora: Steamhammer - Formato: LP, CD, K7 | –                             | Duas versões de Obsessed by Cruelty foram lançadas num curto espaço de tempo. A mixagem original foi gravada, mas não foi satisfatória, de modo que o álbum inteiro foi remixado.                                       |
| 1987 | Persecution Mania - Lançamento: Dezembro de 1987 - Gravadora: Steamhammer                     | –                             | "Aqui o estilo da banda foi mudado, tornando o álbum mais pesado e mais veloz. Também é considerado o melhor álbum da banda."                                                                                           |
| 1989 | Agent Orange - Lançamento: Junho de 1989 - Gravadora: Steamhammer                             | 36                            | |
| 1990 | Better Off Dead - Lançamento: Outubro de 1990 - Gravadora: Steamhammer                        | –                             | |
| 1992 | Tapping the Vein - Lançamento: Agosto de 1992 - Gravadora: Steamhammer                        | 56                            | "Neste álbum, o Sodom buscou fazer uma transição do thrash metal para o death metal." |
| 1994 | Get What You Deserve - Lançamento: Janeiro de 1994 - Gravadora: Steamhammer                   | 45                            | |
| 1995 | Masquerade in Blood - Lançamento: Junho de 1995 - Gravadora: Steamhammer                      | 76                            | |
| 1997 | 'Til Death Do Us Unite - Lançamento: 24 de Fevereiro de 1997 - Gravadora: Steamhammer         | –                             | |
| 1999 | Code Red - Lançamento: 31 de Maio de 1999 - Gravadora: Drakkar                                | –                             | |
| 2001 | M-16 - Lançamento: 22 de Outubro de 2001 - Gravadora: Steamhammer                             | 88                            | |
| 2006 | Sodom - Lançamento: 21 de Abril de 2006 - Gravadora: Steamhammer                              | 64                            | "Após uma série de lançamentos sem brilho e um hiato de cinco anos, o seu álbum auto-intitulado reacende toda a fúria, agressividade sonora, e poder elementar que lhes trouxeram tantos seguidores na década de 1980." |
| 2007 | The Final Sign of Evil - Lançamento: 28 de Setembro de 2007 - Gravadora: Steamhammer          | –                             | The Final Sign of Evil contém uma completa regravação do EP de 1984 In the Sign of Evil e mais 7 músicas inéditas. |
| 2010 | In War and Pieces - Lançamento: 19 de Novembro de 2010 (Alemanha) - Gravadora: Steamhammer    | 64                            | |
| 2013 | Epitome of Torture - Lançamento: 26 de Abril de 2013 (Alemanha) - Gravadora: Steamhammer      | 32                            | |
| 2016 | Decision Day - Lançamento:26 de agosto de 2016 - Gravadora: Steamhammer                       | 7                             | |
| 2020 | Genesis XIX - Lançamento: 27 de Novembro de 2020 - Gravadora: Steamhammer - Formato: LP, CD , | – -                           | |

| Ano  | Detalhes                                                       | Notas |
| ---- | -------------------------------------------------------------- | --- |
| 1982 | Witching Metal - Lançamento: 1982 - Gravadora: - Formato: K7   | Integrantes: Frank Testegen (como Aggressor): Guitarra, vocal Christian Dudeck (como Witchhunter): bateria Thomas Such (como Tom Angelripper) - Baixo, vocal                                   |
| 1984 | Victims of Death - Lançamento: 1984 - Tipo: Demo - Formato: K7 | "Satan's Conjuration" é a antiga versão da canção "Conjuration" do Persecution Mania. O riff principal de "Witching Metal" neste demo é um pouco diferente da versão de "In the Sign of Evil". |

## Álbuns ao Vivo
| Ano  | Detalhes                                                                        | Notas |
| ---- | ------------------------------------------------------------------------------- | --- |
| 1988 | Mortal Way of Live - Lançamento: Outubro de 1988 - Gravadora: Steamhammer       | Gravaram este álbum durante a excursão pela Europa em 1988 com o Whiplash, intitulado o "Primeira álbum em dobro de thrash metal". |
| 1994 | Marooned Live - Lançamento: Setembro de 1994 - Gravadora: Steamhammer           | |
| 2003 | One Night in Bangkok - Lançamento: 28 de julho de 2003 - Gravadora: Steamhammer | |

## Álbuns de Compilação
| Ano  | Detalhes                                                                                 | Notas |
| ---- | ---------------------------------------------------------------------------------------- | --- |
| 1996 | Ten Black Years - Lançamento: 2 de dezembro de 1996 - Gravadora: Steamhammer             | "Devido a carreira da banda, este não é o tipo de coleção que pode apreciar-se facilmente quando ouvido do início ao fim. " |
| 2012 | 30 Years Sodomized: 1982-2012 - Lançamento: 25 de Junho de 2012 - Gravadora: Steamhammer | Compilado pelo próprio Angelripper, o álbum triplo reúne as principais música da carreira da banda, sendo o primeiro deles apenas de gravações ao vivo e em estúdio dos dez primeiros anos, em homenagem a Witchhunter, baterista original da banda que morreu em 2008. |

## Extended Plays
| Ano  | Detalhes                                                                                    | Notas |
| ---- | ------------------------------------------------------------------------------------------- | --- |
| 1984 | In the Sign of Evil - Lançamento: Julho 1984 - Gravadora: Steamhammer - Formato: EP, CD, K7 | Re-Lançamento em 1988 (e em 2001) com Obsessed by Cruelty no mesmo disco de SPV.                                                                       |
| 1987 | Expurse of Sodomy - Lançamento: Outubro de 1987 - Gravadora: Steamhammer - Formato: LP, K7  | Integrantes: Frank Godsdzik (como "Blackfire"): Guitarra Christian Dudeck (como "Witchhunter"): Bateria Thomas Such (como "Angelripper"): Baixo, vocal |
| 2014 | Sacred Warpath - Lançamento: Novembro de 2014 - Gravadora: SPV - Formato: EP, CD            | Integrantes: Tom Angelripper (Tomas Such): Baixo, vocal Bernemann (Bernd Kost): Guitarra Makka (Markus Freiwald): Bateria                              |

## Singles
| Ano  | Detalhes                                                                      | Notas |
| ---- | ----------------------------------------------------------------------------- | ----- |
| 1989 | "Ausgebombt" - Lançamento: 11 de setembro de 1989 - Gravadora: Steamhammer    |       |
| 1991 | "The Saw Is the Law" - Lançamento: Janeiro de 1991 - Gravadora: Steamhammer   |       |
| 1993 | "Aber Bitte mit Sahne" - Lançamento: Outubro de 1993 - Gravadora: Steamhammer |       |

## Álbuns de Vídeos
| Ano  | Detalhes                                                                                          | Notas |  |
| ---- | ------------------------------------------------------------------------------------------------- | --- |  |
| 1988 | Mortal Way of Live - Gravadora: Sound & Vision - Formato: VHS                                     | |  |
| 1994 | Live in der Zeche Carl - Lançamento: Dezembro de 1994 - Gravadora: Steamhammer - Formato: VHS     | |  |
| 2005 | Lords of Depravity I - Lançamento: 18 de Novembro de 2005 - Gravadora: Steamhammer - Formato: DVD | "Como um misto entre biografia e shows ao vivo, Lords of Depravity documenta a carreira da banda entre 1982 e 1995."                                                            |  |
| 2010 | Lords Of Depravity II - Lançamento: 28 June 2010 - Gravadora: Steamhammer - Formato: DVD          | "O Disco 1 é um documentário da banda, com foco entre 1995 e 2009. O Disco 2 possui 3 horas de duração e inclui uma montagem de shows ao vivo, video clipes e cenas deletadas." |  |